# Drishti
Drishti (досл.: «Видение») — индийский драматический фильм 1990 года на языке хинди режиссёра Говинда Нихалани.
Это единственный фильм, музыку для которого написала певица Кишори Амонкар. В 1991 году фильм получил Национальную кинопремию за лучший полнометражный фильм на хинди и был назван 5-м лучшим индийским фильмом на 55-й церемонии вручения премии Бенгальской киноассоциации киножурналистов, где Димпл Кападиа и Мита Васишт были награждены за лучшую женскую ролью и лучшую женскую роль второго плана.

## Сюжет
Сандхья и Нихил счастливы в браке уже восемь лет. Пара ведет богатый образ жизни в городской, интеллектуальной среде вместе со своей дочерью Рашми. Первоначально выходцы из семей среднего класса, они сумели подняться в своей профессиональной жизни благодаря заслугам и упорному труду: Сандхья — редактор в издательстве, а Нихил — ученый-исследователь. На восьмую годовщину свадьбы их друг приводит своего племянника Рахула, классического певца. Вскоре у Сандхьи возникает влечение к Рахулу, и, несмотря на любовь к своему мужу, она ввязывается в роман, который длится пару месяцев. Её друг Прабха — единственный, кому Сандхья доверяется и сообщает об этом романе. Примерно в это же время Сандхья узнает, что беременна, но делает аборт. Примерно через год, Нихил сообщает Сандхье о своем намерении уйти, поскольку он влюбился в гораздо более молодую Вринду, свою лаборантку. Сандхья потрясена его решением, и хотя она умоляет его не уходить, в конце концов они расстаются. Через четыре года после развода Нихил понимает, что никогда по-настоящему не любил Вринду, и хочет снова войти в жизнь Сандхьи. Когда он наконец встречает Сандхью после многих лет разлуки, желая воссоединиться, она решает признаться ему в своем романе с Рахулом.

## В ролях
- Димпл Кападия — Сандхья
- Шекхар Капур — Нихил
- Ирфан Хан — Рахул
- Мита Васишт — Прабха
- Виджай Кашьяп — Рамеш
- Нина Гупта — Ревати
- Навнит Нишан — Гита

## Критика
Фильм имел успех у критиков, а актёрская игра, особенно Кападии, получила похвалу. Н. Кришнасвами из The Indian Express назвал ее «напряженной психологической драмой» и похвалил «фотографический стиль» Нихалани, а также «чувствительную» игру основного состава.
В своей книге об индийском художественном кино Джон В. Худ отметил, что этот фильм стал отправной точкой для режиссёра, который «исследует совершенно иной подход», о чем свидетельствуют «микрокосмический» масштаб и «интенсивный и концентрированный» стиль фильма. Худ похвалил фильм как технически «превосходный», высоко оценив «гениальность Нихалани в обеспечении отношений между актером и камерой, которые редко предсказуемы и никогда не статичны», а также его «придирчивую заботу о деталях». По словам Худа, «особенно запоминается в этом фильме последовательность режиссуры и удивительно реалистичная игра, особенно двух женщин: Димпл Кападия в роли Сандхьи и Миты Васишт в роли Прабхи».
В 2002 году The Tribune назвала этот фильм одним из шедевров 1990 года. В ретроспективном обзоре The Telegraph в 2006 году отмечено, что фильм «поднимает универсальную проблему». В статье Filmfare за 2020 год, в которой перечислены лучшие фильмы Кападия, фильм описан как «жесткий взгляд на моногамию» с упоминанием, что «Димпл раскрыла все три грани Сандхьи в своей бравурной игре».